# Quadrifora

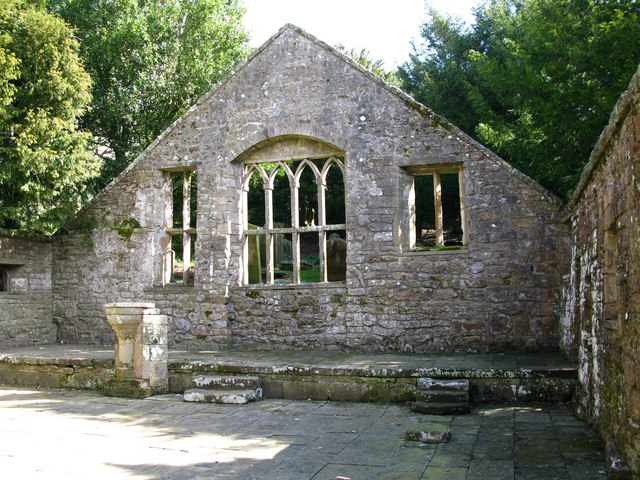
In het midden een quadrifora met vier vensteropeningen

Een quadrifora is een soort van venster of opening (Latijn foramen, Italiaans foro = opening) in een gebouw. Een quadriforisch venster bestaat uit vier delen, van elkaar gescheiden door drie montanten of deelzuiltjes.